# L.L. de Mars
L.L. de Mars est un auteur de bande dessinée, plasticien et théoricien de la bande dessinée et du dessin français.

## Création
Actif dans le milieu de la micro-édition, L.L. de Mars participe aussi bien à des projets littéraires, que de musique contemporaine, d'art contemporain, de création vidéo ou de dessin satirique. Depuis les années 2000 il est cependant plus particulièrement visible dans la scène de la bande dessinée, que ce soit comme auteur que comme critique ou théoricien.
Élève de l'école de bande dessinée d'Angoulême au début des années 1980, il n'y reste qu'un an et ne termine pas la scolarité. Il participe à des fanzines et projets artistiques, en 1997 il publie ponctuellement ses Pingouins dans Spirou. En 2005, il commence a publier des albums de bande dessinée distribués en librairie et le journal Libération parle de lui comme d'un « dessinateur, poète et musicien » dans un article sur les figures culturelles atypiques de Rennes, où il réside alors.
Prolixe, il publie plusieurs albums, aussi bien chez des éditeurs alternatifs installés (6 pieds sous terre, Tanibis, The Hoochie Coochie, La Cinquième Couche, Rackham, etc.), qu'en autoédition.

Ancien logo de Framasoft, dessiné par L.L. de Mars.

En 1996, il crée le site « Le Terrier », où il publie ses travaux de tout types mais aussi ceux d'auteurs et autrices, parfois contemporain, parfois en partie oublié et dont il présente les travaux (Michel Vachey, Robert Varlez, etc.). Tout le travail de L.L. de Mars y est présenté sous la Licence art libre, et il est alors un des premiers à l'utiliser. Son engagement pour le libre s'incarne également dans le fait qu'il réalise le premier logo de Framasoft, et un certain nombre d'habillages utilisés sur leur communication.
Son travail de redécouverte d'auteurs trop peu visibles s'incarne également dans son travail pour faire rééditer les œuvres qu'il déterre, au-delà de son site web. Ainsi, il permet la réédition des travaux de Robert Varlez chez The Hoochie Coochie et Adverse et dirige une anthologie de Michel Vachey chez Flammarion en 2021
En 2013, il participe à la création de la revue théorique Pré carré, il publie ensuite régulièrement des opuscules théoriques, notamment chez Adverse, sur la bande dessinée (sa pratique, mais aussi son écosystème), qui viennent compléter ses recherches en bande dessinées.
En 2022, consciente de l'importance de son œuvre, la Cité internationale de la bande dessinée et de l'image accepte un don de plus de 500 pièces de son travail.

## Œuvre publiée
(août 2024).
L.L. de Mars étant extrêmement prolixe et une partie de son œuvre étant produite hors du système habituel de distribution, la liste ci-dessous retient en large majorité des ouvrages déposés au dépôt légal de la BnF et ne prétend pas à l’exhaustivité.
Par ailleurs, L.L. de Mars publie dessins (illustrations et dessins politiques), essais ou bandes dessinées dans des revues et fanzines, de tous types, notamment La Parole Vaine, L'Œil électrique, Spirou, Enculer, Jade, Fusées., Lundi matin papier, CQFD, Bonobo Revue, R de Réel, Turkey comix, MMI, DMPP comix, Gorgonzola, Nicole, etc.

### Bandes dessinées
- 15 jours avant la fin du monde, 6 pieds sous terre, coll. « Lépidoptère », 2005  (ISBN 2910431584).
- Plusieurs lièvres à la fois, 6 pieds sous terre, coll. « Lépidoptère », 2005  (ISBN 2910431800).
- Prières : Quelques Prières d'urgence à réciter en cas de fins des temps, Les rêveurs, 2009  (ISBN 2912747449).
- Docilités, Bicéphale, 2010  (ISBN 9782952334907).
- Une brève et longue histoire du monde, Délicates, 2011  (ISBN 9782953771008).
- Comment Betty vint au monde, Tanibis, 2011  (ISBN 9782848410180).
- Dialogues de morts à propos de musique, Scutella, 2011  (ISBN 9782918111153).
- Hors Sujet, 6 pieds sous terre, 2012  (ISBN 9782352120896).
- Ressac, avec Choi Juhyun, Tanibis, 2013  (ISBN 9782848410241).
- Hapax, The Hoochie Coochie, 2013  (ISBN 9782916049335).
- Carré Carré Carré Carré, Polystyrène, 2013.
- Judex, scénario collectif à partir de la même séquence de planches, La Cinquième Couche, 2015  (ISBN 9782390080022).
- Éperdus, Bicéphale, 2015  (ISBN 9782952334969).
- Vies de la mort, The Hoochie Coochie, 2015  (ISBN 9782916049595).
- Jack Kirby Walked Through Broken Porticoes, Adverse, 2016.
- Le Secret, La Cinquième Couche, 2016  (ISBN 9782390080251).
- Sous les bombes sans la guerre, Tanibis, 2016  (ISBN 9782848410395)[14].
- Tarzan : Seigneur des Signes, Rackham, 2017  (ISBN 9782878272086).
- Bandes dessinées : Manuel de l'utilisateur, Ab Irato, 2019  (ISBN 9782911917691)[15].
- Moins par moins, Rackham, coll. « Le Signe noir », 2021  (ISBN 9782878272420)[16].
- =+, La Cinquième Couche, coll. « Essaim », 2021  (ISBN 9782390080640).
- Sacro Monte, La Cinquième Couche, 2021  (ISBN 9782390080770).
- Depuis un crâne, coscénario Gwladys Le Cuff, La Cinquième Couche, 2022  (ISBN 9782390080800).
- Commentaire sur les sentences de Pierre Lombard, Adverse, 2022  (ISBN 9791095922483)[17].

### Autres livres illustrés
- La Gaya scienza, dessins humoristiques, K' de M Éditions, 1988. Réédition en 2010 par L'Œuf  (ISBN 9782913308305).
- Pingouin, Treize étrange :

1. L'Aller, 2003  (ISBN 2911058100).
2. Le Retour, Treize étrange, 2004  (ISBN 2911058135).
  - Pingouins, Tanibis, 2015  (ISBN 9782848410319). Édition intégrale accompagnée du livret de bande dessinée Histoires naturelles.

- Henri le lapin à grosses couilles, livre jeunesse, 6 pieds sous terre, 2005  (ISBN 2910431541).
- M - Une traversée des chants de Maldoror, version illustrée des Chants de Maldoror, du Comte de Lautréamont, éd. 6 pieds sous terre, 2006.
- Mœurs étranges de Perpendicule, fausse encyclopédie animalière, avec Jampur Fraize, L'Œuf, 2008. (ISBN 9782913308282).
- Les misères et les malheurs de la guerre, livre illustré, textes de Laurent Grisel, Ion, 2012.
- Museo Infinito, dessins, Ion, 2017.
- Inactuels, dessins satiriques pour la presse, La tOile collectif, 2019.
- Le Son du camion, illustrations de l'essai de Nathalie Quintane, Philharmonie de Paris, coll. « Supersoniques », 2024.

### Essais
- Communes du livre, Adverse, 2017  (ISBN 9791095922117).
- Bande dessinée & Grand public, Adverse, 2019  (ISBN 9791095922216).
- Exposer la bande dessinée ?, Adverse, 2019  (ISBN 9791095922254).
- Critique et création, Adverse, 2020  (ISBN 9791095922339).
- Bandes dessinées exposées, Adverse, 2020  (ISBN 9791095922445).
- Dessiner, La Cinquième Couche, 2023  (ISBN 9782390080879).
- De ce trou noir duquel naquit Chris Ware, Adverse, 2024  (ISBN 9791095922599).

### Récits, poésie
- Actes du colloque De l’humour libéral, l’invention de l’idiot moderne, participation, Site Expérimental des Pratiques Artistiques, 2000.
- Moteurs, ou Les Augures - roman écrit en collaboration avec Stéphane Batsal, MMI, 2001.
- Constitution ou poèmes de la faillite, Le mot et le reste, 2003  (ISBN 9782915378054)
- Archipel plusieurs, 1967-1987, édition critique de Michel Vachey, Flammarion, coll. « Poésie », 2021. (ISBN 9782080232885)

### Discographie
- 1981 Never Mind the Pollock - autoédition
- 1998 La douane est interdite aux oui-oui (avec C. Prigent, C. Pennequin, E. Tugny, P. Beck, C. Tarkos) - Muro Torto
- 2000 Strabismes - Bon Accueil - Rennes
- 2000 Parle-moi - Boxpock
- 2001 Strabisme II -  Boxpock
- 2001 Tugny - Terrier Prod
- 2003 Donner le ton - Boxpock
- 2004 Pas ici y'a trop de monde (formation Élémarsons) - Boxpock
- 2005 Tout le tremblement, et Route perdue, avec J.C. Masson, (formation Deux acousmacaques) - Boxpock
- 2006 Urbaine ou Pas sans mon chariot - Boxpock
- 2021 Chimie cheval (avec C. de Trogoff) - Coeur sur toi